# Neighborhoods
Neighborhoods — шестой студийный альбом американской поп-панк-группы Blink-182, издан 27 сентября 2011 года на лейбле Geffen Records. Neighborhoods стал первым альбомом Blink-182, который был спродюсирован самими музыкантами. Диск стал для группы первым с того времени, как они вернулись из бессрочного отпуска в 2009 году. После своего воссоединения, Blink-182 отправились в турне по США и Европе, тем самым сорвав сроки записи альбома.

## Об альбоме
Выход Neighborhoods откладывался не один раз. Несмотря на то, что первые демозаписи были сделаны ещё в 2009 году, студийные сессии группа начала лишь в июне 2010 года. В апреле 2011 года, Blink-182 были вынуждены отменить свой европейский тур, в связи с тем, что запись альбома потребовала куда больше времени, чем это ожидалось ранее. После данного инцидента, лейбл Geffen Records предоставил группе крайний срок для выпуска дебютного сингла с нового альбома — 31 июля. Песня «Up All Night» была выпущена несколько раньше заданного срока — 14 июля 2011 года, когда началась ротация сингла на радио KROQ в городе Лос-Анджелес. 14 сентября произошла утечка альбома в сеть.

## Предыстория

### Бессрочный отпуск
22 февраля 2005 года, было объявлено о том, что Blink-182 уходят в бессрочный отпуск. Напряжённость в отношениях между участниками группы начала возникать ещё в конце 2004 года, после того как гитарист Том ДеЛонг изъявил желание отменить предстоящие гастроли и отдохнуть от концертных выступлений в течение ближайших шести месяцев. Музыканты провели общее собрание, которое совпало с окончанием турне по Европе, на котором Том также отметил, что хотел бы больше времени проводить со своей семьёй. Он отказался от идеи о записи нового альбома. В течение этого полугодичного перерыва, Марк Хоппус выразил желание выступить на благотворительном концерте Music for Relief, в поддержку людям, пострадавшим во время землетрясения в Индийском океане в 2004 году. Том согласился с данным предложением, после чего группа приступила к репетициям в преддверии выступления, которое было запланировано на 15 февраля 2005 года. Однако между участниками группы продолжали происходить конфликты на почве их полугодичного перерыва. Менеджер группы Рик ДеВо созвонился с Хоппусом и барабанщиком Трэвисом Баркером, которые ждали Тома на ближайшей репетиции, с целью сообщить им, что ДеЛонг покинул Blink-182.
С этого дня, Том ДеЛонг не является участником группы Blink-182.
Джордан Щур, бывший президент Geffen Records, по словам Баркера, предложил оставшимся музыкантам, отвечать на все вопросы журналистов, следующей фразой:
Прежде, чем что-то говорить, убедитесь, что это правда.
Также, он решил заявить не о распаде группы, а лишь о бессрочном отпуске.
В апреле 2005 года, Марк Хоппус и Трэвис Баркер объявили о формировании новой группы — +44. За время простоя Blink-182, Марк спродюсировал несколько альбомов группы Motion City Soundtrack, а Трэвис запустил собственную линию обуви, а также успел поучаствовать в группах Transplants, TRV$DJAM и всё тех же +44. Он снялся в реалити-шоу «Meet the Barkers» на канале MTV, вместе со своей бывшей женой Шанной Моаклер. В нём была показана пышная свадьба данной пары, а также их последующая личная жизнь. Раскол в их отношениях, быстрое примирение, а затем громкий развод, сделал Трэвиса и Шанну героями жёлтой прессы. Между тем, Том ДеЛонг скрылся с глаз общественности и наотрез отказывался давать интервью, вплоть до 16 сентября 2005 года, когда объявил о создании своего нового детища — группы Angels & Airwaves, пообещав следующее:
Это будет самая большая рок-революция для нынешнего поколения.

## Список композиций
Слова и музыка всех песен — Марк Хоппус, Том ДеЛонг, и Трэвис Баркер.
| №                   | Название                   | Длительность |
| ------------------- | -------------------------- | ------------ |
| 1.                  | «Ghost on the Dance Floor» | 4:17         |
| 2.                  | «Natives»                  | 3:55         |
| 3.                  | «Up All Night»             | 3:20         |
| 4.                  | «After Midnight»           | 3:25         |
| 5.                  | «Heart’s All Gone»         | 3:15         |
| 6.                  | «Wishing Well»             | 3:20         |
| 7.                  | «Kaleidoscope»             | 3:52         |
| 8.                  | «This Is Home»             | 2:46         |
| 9.                  | «MH 4.18.2011»             | 3:27         |
| 10.                 | «Love Is Dangerous»        | 4:27         |
| Общая длительность: | Общая длительность:        | 36:34        |

| №                   | Название                     | Длительность |
| ------------------- | ---------------------------- | ------------ |
| 1.                  | «Ghost on the Dance Floor»   | 4:17         |
| 2.                  | «Natives»                    | 3:55         |
| 3.                  | «Up All Night»               | 3:20         |
| 4.                  | «After Midnight»             | 3:25         |
| 5.                  | «Snake Charmer»              | 4:27         |
| 6.                  | «Heart's All Gone Interlude» | 2:02         |
| 7.                  | «Heart's All Gone»           | 3:15         |
| 8.                  | «Wishing Well»               | 3:20         |
| 9.                  | «Kaleidoscope»               | 3:52         |
| 10.                 | «This Is Home»               | 2:46         |
| 11.                 | «MH 4.18.2011»               | 3:27         |
| 12.                 | «Love Is Dangerous»          | 4:27         |
| 13.                 | «Fighting the Gravity»       | 3:42         |
| 14.                 | «Even If She Falls»          | 3:00         |
| Общая длительность: | Общая длительность:          | 49:10        |